# Монтединове
Монтединове (итал. Montedinove) — коммуна в Италии, располагается в регионе Марке, в провинции Асколи-Пичено.
Население составляет 560 человек (2008 г.), плотность населения составляет 47 чел./км². Занимает площадь 12 км². Почтовый индекс — 63030. Телефонный код — 0736.
Покровителем коммуны почитается святой Лаврентий, празднование 10 августа.

## Демография
Динамика населения:

## Администрация коммуны
- Официальный сайт: http://www.comune.montedinove.ap.it/